# Struer község
Struer község (dánul: Struer Kommune) Dánia 98 községének (kommune, helyi önkormányzattal rendelkező közigazgatási egység) egyike. A Midtjylland régióban található. Struer község Holstebro, Lemvig és Thisted községekkel határos. Lakosainak száma 21 474 fő (2016).